# Жадібність (Дюрер)
«Жадібність» (нім. Allegorie des Geizes) — картина німецького художника Альбрехта Дюрера.

## Опис
На картині у гротескній та карикатурній формі зображено жінку з оголеною правою груддю. Жінка тримає в руках мішечок золотих монет. Її тіло наполовину прикрите плащем малинового кольору, а її шкіра зморщена і звисає. Вона має довге пряме волосся, скляні очі, довгий ніс та виразні вилиці. Крізь ледь помітну іронічну усмішку видно лише два передні зуби. Оголена права рука є м'язистою і непропорційною щодо решти тіла. Також видно жмуток волосся, що виступає з-під її пахи. Світле волосся та правильні риси обличчя вказують на її згаслу красу.

## Інтерпретація
Картину намальовано на звороті іншого твору Дюрера під назвою «Портрет молодика». Картина є алегорією швидкоплинності життя та його нікчемності перед обличчям часу. «Жадібність» належить до групи творів, пов'язаних мотивом ванітас, як і гравюра Дюрера під назвою «Меланхолія». Багато істориків мистецтва порівнюють цю картину з твором Джорджоне «Стара жінка». На думку історика Стерджа Мура, Дюрер вочевидь хотів довести, що він може малювати, як Джорджоне. Інші ж історики вважають, що полотно є сатирою на тих, що не заплатили йому за попередні твори стільки грошей, скільки вони домовлялись.
«Жадібність» часто розглядають як незавершену роботу або як ескіз.